# Östads församling
Östads församling är en församling i Mölndals och Partille kontrakt i Göteborgs stift. Församlingen ligger i Lerums kommun i Västra Götalands län (Västergötland) och ingår i Stora Lundby-Östads pastorat.

## Administrativ historik
Församlingen har medeltida ursprung. 1975 överfördes den nordligaste delen av församlingen (Brobacka och Österäng med omnejd), jämte norra delen av Östads by (Östads säteri med omnejd, tidigare kallat Överbyn) till Långareds församling i Alingsås kommun.
Församlingen var till 1663 annexförsamling i pastoratet Starrkärr, Kilanda, Nödinge och Östad för att därefter till 1962 utgöra ett eget pastorat. Församlingen är sedan 1962 annexförsamling i pastoratet Stora Lundby och Östad som till 1967 även omfattade Bergums församling.

## Kyrkobyggnader
- Östads kyrka